# Enrique Pilotto
Enrique Raimundo Pilotto (Dolores, el 23 de enero de 1878 - Buenos Aires, 14 de marzo de 1960) fue un militar argentino, que ocupó el cargo de 19° gobernador del antiguo Territorio Nacional de Misiones del 27 de octubre al 19 de diciembre de 1930 y Gobernador del Territorio Nacional de Neuquén entre 1934 y 1943. Perteneció al Ejército Argentino, y alcanzó la jerarquía de Coronel.

## Biografía
Se graduó de Alférez de Caballería del Colegio Militar de la Nación en 1897. Se encontraba casado con Sara Otaño. 
Entre 1923 y 1924 fue Jefe del Regimiento de Granaderos a Caballos.
Fue Jefe de la Policía de la Capital Federal (actual Policía Federal) designado por José Félix Uriburu apenas producido el golpe de 1930. Desde la Sección Especial de Investigaciones anexo de la comisaría 8°, en Urquiza 556, había montado un centro de torturas para opositores al gobierno.